# Општина Топраисар (Констанца)
Топраисар (рум. Topraisar) општина је у Румунији у округу Констанца.
Oпштина се налази на надморској висини од 71 m.